# Крал на сърби, хървати и словенци
Крал на сърби, хървати и словенци е кралска титла съществувала от 1918 до 1929.

## Създаване
След Първата световна война и сключените мирни договори бившето Кралство Сърбия получава доста териториални придобивки. От Царство България получава Западните покрайнини и Струмица, както и въглища, добитък и пари от страните-загубили войната. На паришката мирна конференция се решава Кралство Сърбия да се преименува на Кралство на сърби, хървати и словенци.

## История
Владетели на кралството са:
- Петър I Караджорджевич
- Александър I Караджорджевич

### Петър I
Петър I поема трона през 1903 на Кралство Сърбия.
През 1911 сключва съюз със съседното Царство България, а на следващата година (1912) започва Балканската война. В нея сърбите командвани от принц Александър и видни стратези като Радомир Путник и Степа Степанович постига победи в Македония.
България, която през цялото време трябва да задържа турците на Тракийския фронт, обаче остава излъгана. Сърбите и гърците „зад гърба“ ѝ са заели повечето от Македония, затова месец след края на Балканската, започва Междусъюзническата война, в която заради многобройността си Сърбия успява да победи България.
През Първата световна война Сърбия е една от победителките. След Парижката мирна конференция държавата е преименувана на Кралство на сърби хървати и словенци.

### Александър I
След успешни войни в Балканската и Междусъюзническата война му е предложен регентския пост на кралството. Само месец по-късно започва Първата световна война в която първоначално сърбите са разбити, но по-късно се прегрупират и избутват германците от Сърбия.
След смъртта на Петър на трона застава Александър. Той бързо отменя конституцията, преименува страната на 'Кралство Югославия и установява диктатура.
Застрелян е в Марсилия, Франция 9 октомври 1934 г. Тронът е наследен от сина му Петър II Караджорджевич.

## Съдбата на Югославия
След смъртта на Александър тронът е зает от непълнолетния му син Петър II. Регентството е поето от Александровия братовчед Павле, който симпатизира на нацистка Германия. При започването на войната Павле поддържа неутралитет, подкрепящ Третия райх. През 1940 г. обаче 17-годишният крал Петър II, (е подкрепян от Англия преврат) е обявен за достатъчно възрастен, за да управлява. Последиците не закъсняват. Скоро след това немската армия пресича югославската граница и буквално прегазва сръбската армия. Петър ІІ се спасява в Лондон, откъдето ръководи малката кралска армия, бореща се с окупаторите.
Петър II е детрониран през 1945 г. от Йосип Броз Тито.